# Ľuboš Micheľ
Ľuboš Micheľ (Stropkov, 16 maggio 1968) è un ex arbitro di calcio e politico slovacco, votato dall'IFFHS secondo miglior arbitro dell'anno nel 2009.

## Carriera

### Arbitro
Diventato internazionale all'età di soli 25 anni, nel 1997 venne utilizzato nei mondiali di calcio FIFA under 17 in Egitto, e nel 1998 fu designato per dirigere la finale del Campionato europeo di calcio Under-21 tra Spagna e Grecia. Nel 1999 fu inserito nella Top Class degli arbitri UEFA.
Da quel momento in poi la sua ascesa è stata notevole. Nel 2000 fu arbitro in due gare alle Olimpiadi di Sydney 2000 (Nigeria-Honduras 3:3 e Sud Corea-Cile 1:0) e fu utilizzato come quarto ufficiale agli europei di calcio in Belgio e Paesi Bassi, mentre nel 2002 fu designato per una gara ai Mondiali di calcio in Corea e Giappone (Paraguay-Sudafrica). Nel 2003 fu protagonista a Siviglia della finale della Coppa UEFA tra Porto e Celtic e nel 2004 arbitrò tre gare ai campionati europei di calcio, tra cui il quarto di finale tra Paesi Bassi e Svezia. L'anno seguente diresse la finale della Confederations Cup tra Brasile e Argentina e nel 2006 collezionò quattro gare ai Mondiali di Germania, tra cui l'ottavo di finale tra Brasile e Ghana e il quarto di finale Germania-Argentina.
Ha arbitrato a maggio la Finale di Coppa dei Campioni 2007-2008 tra Manchester Utd e Chelsea.
Nel 2008 prende inoltre parte ai Campionati europei di Austria e Svizzera come rappresentante slovacco. Dirige le seguenti gare: Svizzera-Turchia, Francia-Italia e il quarto di finale tra Paesi Bassi e Russia.
È stato il primo arbitro slovacco a dirigere in una grande manifestazione internazionale (Olimpiadi, Europeo o Mondiale).
È stato eletto deputato al Parlamento di Bratislava, in rappresentanza dell'Unione Cristiana e Democratica, partito di centrodestra.
Era l'unico arbitro slovacco inserito nella lista dei 54 pre-selezionati in vista del campionato del mondo 2010 in Sudafrica, ma il 23 ottobre 2008 ha dichiarato di voler porre la fine alla sua carriera "per motivi personali e di salute".
Vanta anche la direzione in due semifinali di UEFA Champions League (nel 2002 e nel 2005) ed in ben cinque semifinali di Coppa UEFA (nel 2000, 2002, 2004, 2006 e 2008).

### Dopo il ritiro
Dal dicembre 2015 riveste il ruolo di direttore sportivo del PAOK, club greco.